# Liste der Einträge im National Register of Historic Places im Fairbanks North Star Borough
Die Liste der Registered Historic Places im Fairbanks North Star Borough führt alle Bauwerke und historischen Stätten im Fairbanks North Star Borough des US-Bundesstaates Alaska auf, die in das National Register of Historic Places aufgenommen wurden.

## Chatanika
- Chatanika Gold Camp

## College
- Rainey's Cabin

## Ester
- Ester Camp Historic District

## Fairbanks
- Chena Pump House
- Constitution Hall (University of Alaska Fairbanks)
- Old City Hall
- Clay Street Cemetery (AHRS Site No. FAI-164)
- Discovery Claim on Pedro Creek
- F. E. Company Housing
- F. E. Company Machine Shop
- F. E. Company Manager's House
- F.E. Company Dredge No. 2 (Goldbagger)
- F.E. Company Gold Dredge No. 5 (Goldbagger)
- Falcon Joslin House
- Federal Building
- George C. Thomas Memorial Library
- Goldstream Dredge No. 8 (Goldbagger)
- Harding Railroad Car
- Hinckley-Creamer Dairy
- Illinois Street Historic District
- Immaculate Conception Church
- Lacey Street Theatre
- Ladd Field
- Main School
- Mary Lee Davis House
- Masonic Temple
- Nenana (Dampfschiff)
- Oddfellows House
- Rose Building
- Wickersham House

## Nabesna
- Nabesna Gold Mine Historic District

## North Pole
- Chugwater Site